# Священник
Свяще́нник (оте́ць, у протестантів — пресвітер) — священнослужитель православних та католицьких церков другого ступеня священства, що здійснює за даною йому благодаттю всі богослужіння і таїнства (за винятком хіротонії та освячення мира й антимінсу). У Християнських конфесіях священник має другий ступінь священства, вищу за яку має лише єпископ. Рукопокладати у священники може лише єпископ. У римо-католицькій церкві священники — целібати, а в православній — усі монахи та деякі священники, які дали обітницю безшлюбності.
Священник є особою, уповноваженою на виконання священних обрядів релігії, уповноважений посередник між людьми і Богом (або божествами в язичницьких релігіях). Жерці і жриці були відомі з найдавніших часів і в найпростіших суспільствах. Вони існують у всіх або в деяких галузях юдаїзму, християнства; у синтоїзмі, індуїзмі та багатьох інших релігіях вони називаються жерцями. Вони, як правило, розглядаються як позитивний контакт з божеством або божествами релігії, яку сповідують, часто інтерпретуючи сенс подій та виконання обрядів релігії. Священники є наставниками та лідерами парафій, до яких інші віряни часто звертаються за консультацією з духовних питань.

## Католицтво
У Католицькій церкві, як і в православ'ї, священник-пресвітер має право здійснювати п'ять таїнств із семи, за винятком таїнства священства (хіротонії) і таїнства миропомазання (його священник-пресвітер має право здійснювати лише з дозволу священника-єпископа дієцезії, в якій він інкардинований).
У латинському обряді католицької церкви для всіх священників обов'язковий целібат, у католицьких церквах східного обряду целібат обов'язковий тільки для чернецтва та єпископів. До священника-пресвітера заведено звертатися «отче (Ім'ярек)»; до священника-єпископа «владико», «екселенс» і т. д.
Традиційним одягом всіх священників є сутана. Колір сутани залежить від ступеня клірика. Літургійне вбрання священника складається з альби, орнату (казули) і столи.

## Православ'я
Православні священники висвячуються єпископом та діляться на ченців (чорне духовенство) і єпархіальних священників (біле духовенство). Ця традиція присутня й у східних католицьких церквах (католиків візантійського обряду).

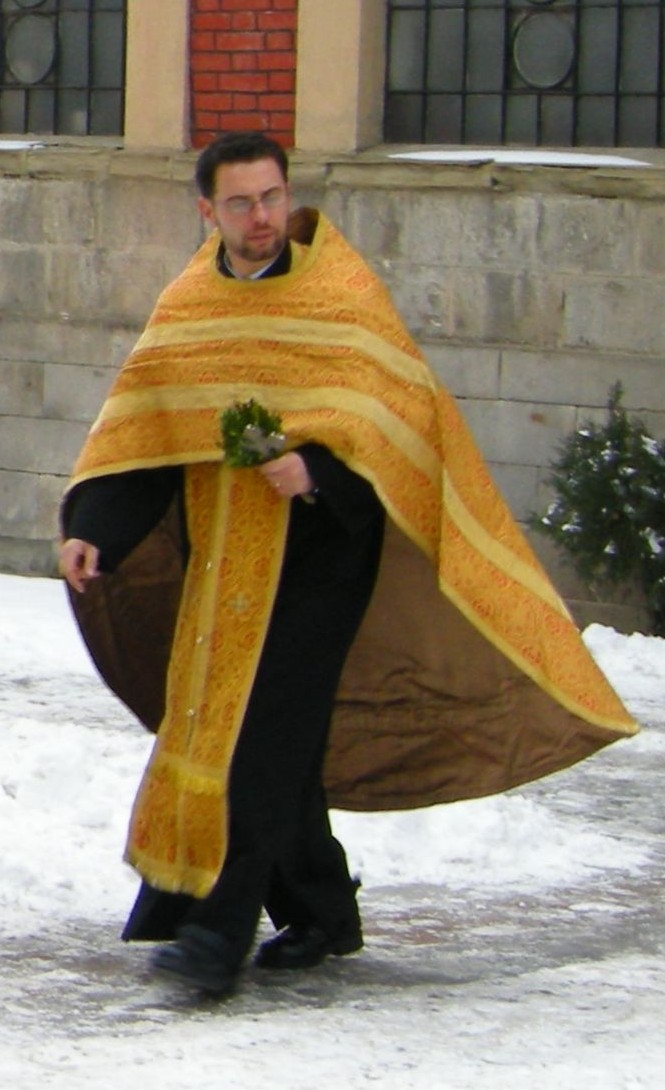
Пресвітер православної церкви

У православ'ї вважається, що у випадку посвячення чоловіка у священники, Бог дає цьому чоловіку особливий вид благодаті, тобто особливу духовну силу, яка проявляється під час здійснення ним богослужіння, святих таїнств і навіть у повсякденному житті. Лише священникам дано право здійснювати певні види богослужінь. На думку деяких богословів, на священників, під час здійснення ними таїнств за всіма правилами, сходить Св. Дух, тобто Таїнства в певному сенсі здійснюються самим Богом.
Частіше використовується щодо служителя культу православної церкви пресвітера (ієрей) за саном середній між дияконом і єпископом, а також особа, що має цей сан, який відправляє церковну службу. Але відповідно богослов'я (догматика) — загальна назва всіх трьох ступенів святої Тайни Священства (диякон, пресвітер, єпископ).
Звичайно до священника звертаються словами-титулами «отець», «панотець» (західноукраїнське), «батюшка» (східноукраїнське), «ієрей» (урочисто — церковнослов'янське) і просторічне «піп» (народне — у нинішній день набрало зневажливого відтінку через комуністичний вплив й атеїстичну пропаганду), «владика» — щодо єпископів. Священник-чернець зветься ієромонах, священник-великосхимник — схиієромонах.

Соціально-правне та матеріальне становище священника змінювалося в окремі часи історії України: становище священника упосліджене в СРСР (священника в радянські часи звали «служителем культу»), де духовенство було фактично позбавлене громадянських прав і переслідуване. Див. «Духовенство».

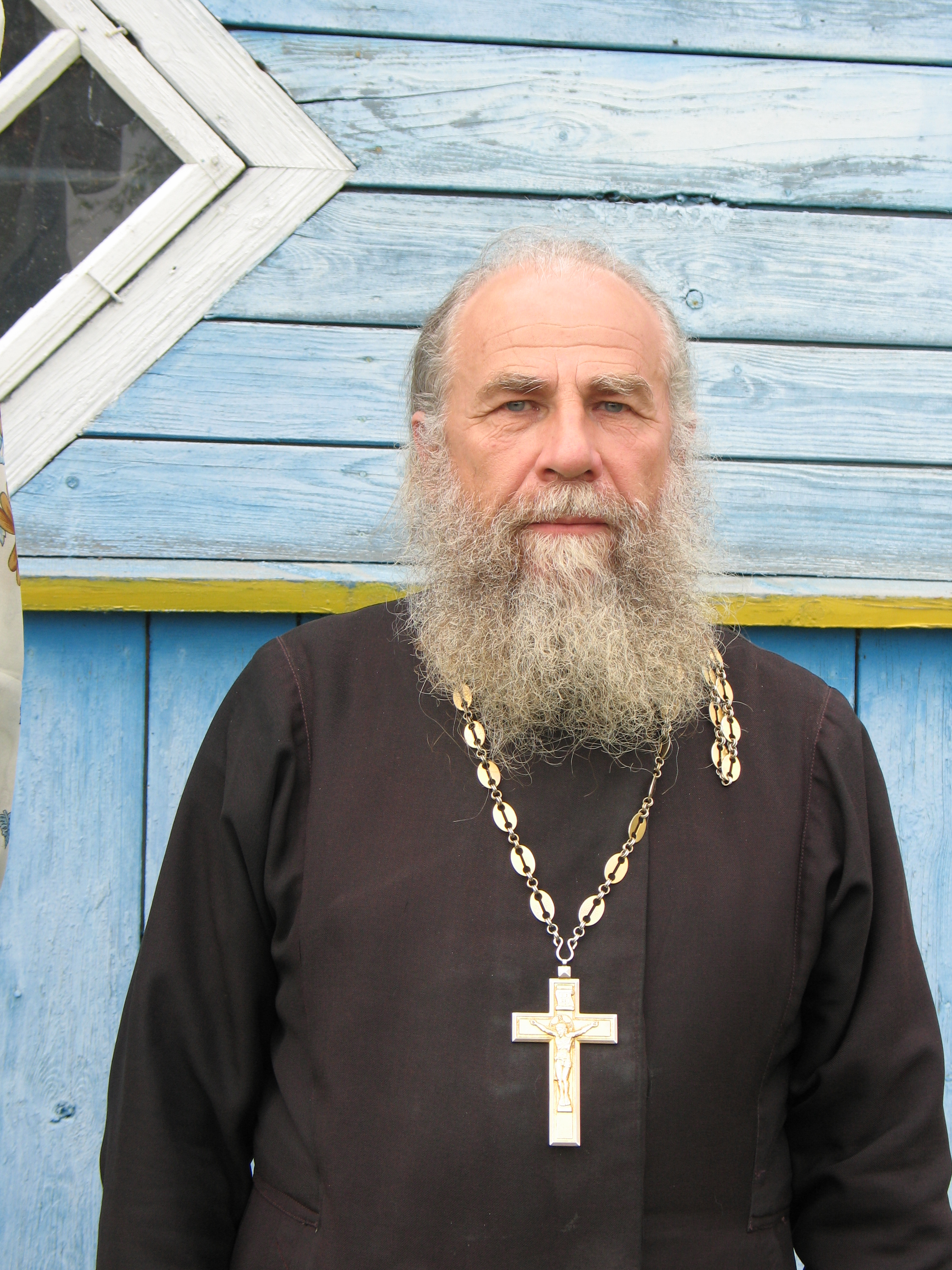
Священник Української православної церкви

Священнослужитель може брати участь у здійсненні богослужіння в іншій парафії за згодою єпархіального архієрея тієї єпархії, у якій дана парафія перебуває, або за згодою настоятеля за наявності посвідчення, яке підтверджує канонічну правоздатність цього священнослужителя.
Традиційним одягом всіх священників є ряса. Колір ряси може залежати від використання барви літургійного вбрання відповідно періоду церковного календаря, ступеня в ієрархії; але загальноприйнятим є чорний колір.

### Титули священника у Православній церкві
- біле священство (одружені)
  - ієрей
  - пресвітер
  - протоієрей
  - митрофорний протоієрей
  - протопресвітер
  - диякон
  - архидиякон
- чорне священство (ченці)
  - ієромонах
  - ігумен
  - архимандрит
  - єпископ
  - схиієромонах
  - схиігумен
  - схиархимандрит

## Протестантизм

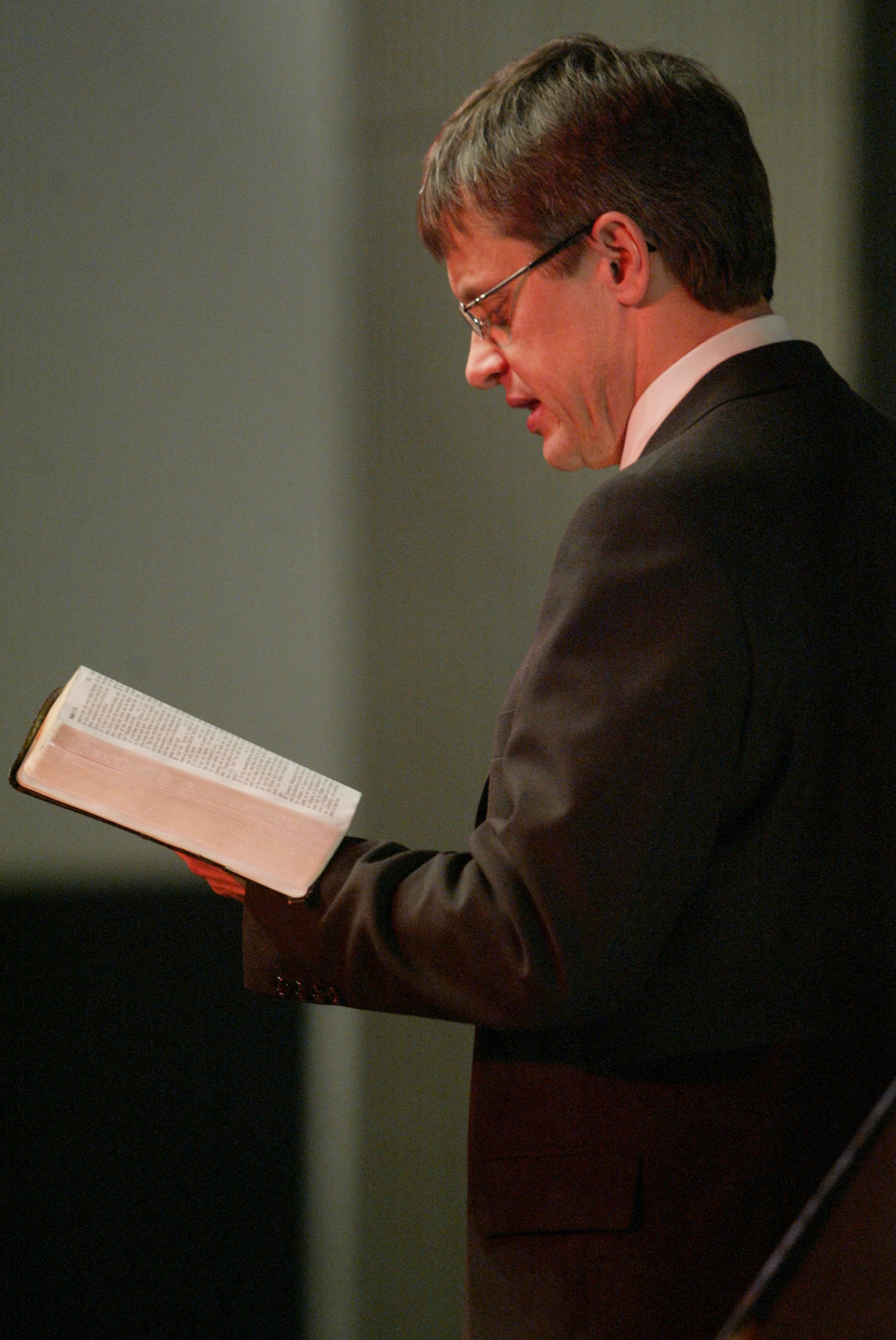
Протестантський пастор церкви п'ятдесятників

У цілому протестантизм характеризується демократичнішим устроєм громад у порівнянні з православ'ям і католицизмом: церковну громаду очолюють старійшини (пресвітери), обрані зі світських членів громади, — і проповідники, обов'язки яких не пов'язані зі священницькою діяльністю, а вважаються лише службою (від лат. ministerium — звідси їх назва: «міністранти»). З черги, пресвітери і міністранти є частиною консисторії. Консисторія ж є колегіальним органом управління в церкві, в обов'язки якого входить розв'язання нагальних питань і проблем парафіян, їх віри та життя самої церкви. У протестантизмі відсутній інститут чернецтва і монастирів.
У квакерів усі члени громади виконують роль священників, а пастор лише виконує роль проповідника.

### Євангелічно-лютеранська Церква
У теології Євангелічно-лютеранської церкви виходить з догмату «священства всіх вірян» на підставі слів Біблії: «Але ви — рід вибраний, царське священство, народ святий, люди взяті в уділ, щоб сповіщати досконалості покликав вас із темряви до дивного світла» (1-е Петра 2:9). Відповідно до цього всі віряни є священниками, які отримують всю необхідну благодать від Бога при хрещенні.
Однак, у зв'язку з вимогами зовнішнього порядку в лютеранських громадах існують люди покликані для публічної проповіді та здійснення таїнств — пастори (Аугсбурзька сповідь, XIV). Пастор призивається Церквою через обряд висвячення. Покликання має на увазі, що пастор має здібності та отримав достатні знання і вміння для проповіді Євангелія в чистоті й здійснення таїнств відповідно до Євангелія. Посвячення розглядається як обряд благословення майбутнього пасторського служіння, при цьому не йдеться ні про яку «додаткову» благодать, людина отримує всі духовні дари при хрещенні.
У випадках якщо з тієї чи іншої причини у громаді немає пастора, то його обов'язки виконує проповідник або лектор. Проповідник повинен мати певну теологічну освіту. Проповідник має право сам складати проповіді, які він читає, лектор такого права не має.

## Юдаїзм

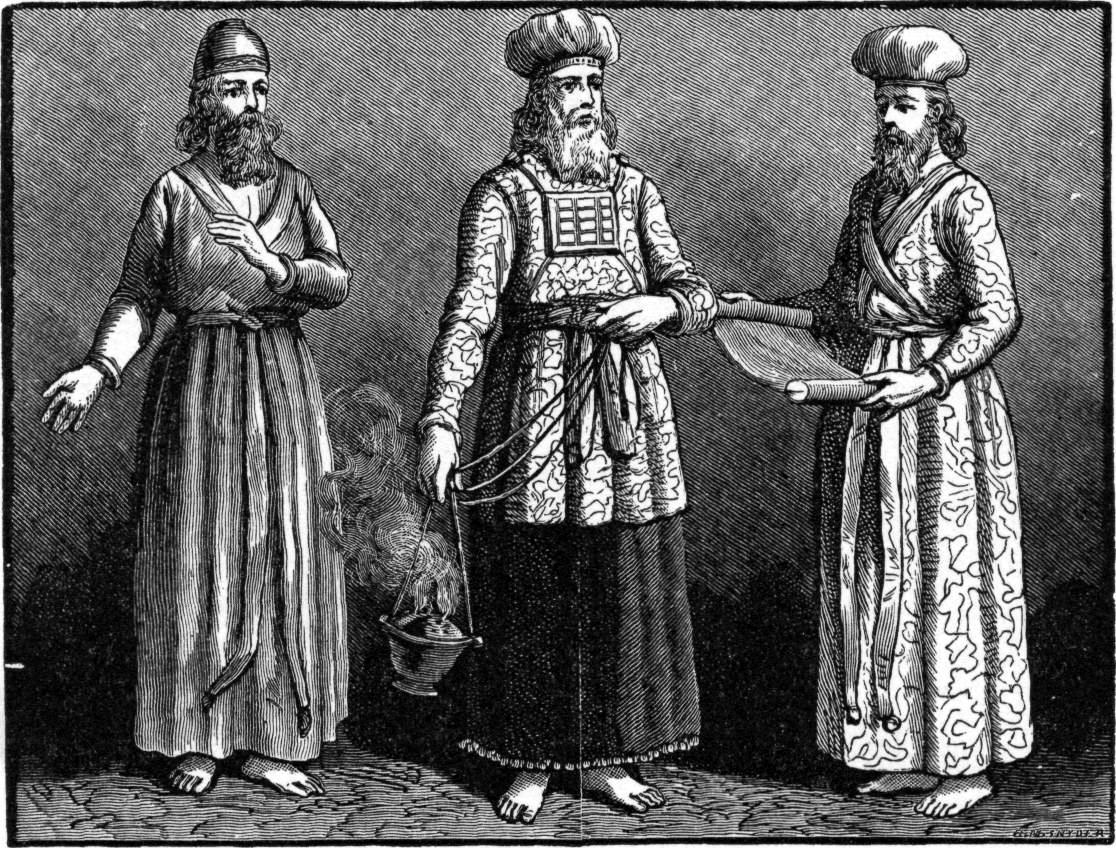
Одяг левіта, первосвященника та священника в стародавньому Ізраїлі

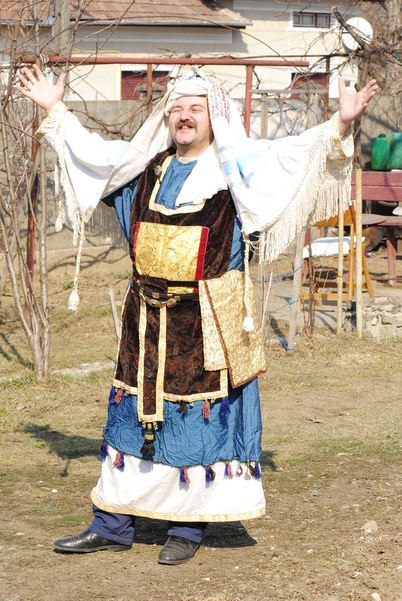
Єврей, одягнений в історичний одяг юдейського священника

В юдаїзмі священство передається в спадок у сімейній лінії Аарона. Священника називають коген. Для допоміжних функцій богослужіння використовували левітів. Це євреї (юдеї) з роду Левія. Але після Вавилонського полону і пізнішого зруйнування юдейського храму, священство перервалось. В релігійних установах юдеїв, синагогах, є посада начальника синагоги, але він не має ніякої переваги над іншими парафіянами, тільки дивиться за порядком. Саме начальники синагог були взяті за взірець у першій апостольській Церкві. У зібраннях вірян, стали призначати пресвітерів (тобто старійшин) або єпископів (тобто наглядачів), що дивились за порядком на зібраннях і наглядали за християнським життям вірян. Вони не вважались, як такі, що мають більшу благодать ніж інші віряни.
В юдаїзмі існують також рабини (тобто вчителі), які займаються поясненням Тори. Вони не мають сакрального стану.